# Hudson (Pensilvania)
Hudson es un lugar designado por el censo ubicado en el condado de Luzerne en el estado estadounidense de Pensilvania. En el Censo de 2010 tenía una población de 1443 habitantes y una densidad poblacional de 2.423,35 personas por km².

## Geografía
Hudson se encuentra ubicado en las coordenadas 41°16′38″N 75°49′52″O / 41.27722, -75.83111. Según la Oficina del Censo de los Estados Unidos, Hudson tiene una superficie total de 0.96 km², de la cual 0.96 km² corresponden a tierra firme y (0%) 0 km² es agua.

## Demografía
Según el censo de 2010, había 1443 personas residiendo en Hudson. La densidad de población era de 2.423,35 hab./km². De los 1443 habitantes, Hudson estaba compuesto por el 97.99% blancos, el 0.83% eran afroamericanos, el 0.07% eran amerindios, el 0.35% eran asiáticos, el 0% eran isleños del Pacífico, el 0.07% eran de otras razas y el 0.69% pertenecían a dos o más razas. Del total de la población el 0.69% eran hispanos o latinos de cualquier raza.